# Dracophyllum arboreum
Dracophyllum arboreum är en ljungväxtart som beskrevs av Leonard C. Cockayne. Dracophyllum arboreum ingår i släktet Dracophyllum och familjen ljungväxter. Inga underarter finns listade i Catalogue of Life.
Den finns naturligt endast på Chathamöarna, 80 mil öster om Sydön i Nya Zeeland. 